# Вирмаярви
Вирмаярви (фин. Virmajärvi) — небольшое озеро длиной около 1 км, через которое проходит государственная граница Финляндии (муниципалитет Иломантси, Северная Карелия) и России (Суоярвский район, Республика Карелия). Является самой восточной континентальной точкой Евросоюза.
Из южной оконечности озера вытекает ручей, связывающий его с рекой Койтайоки.

## Пограничная зона
На финском берегу озера Вирмаярви в месте подъезда тургрупп установлен памятный деревянный знак. Поскольку озеро находится в российской погранзоне, за линией инженерно-технических проволочных заграждений, доступ до него туристов практически невозможен. Со стороны Финляндии озеро также находится в погранзоне, однако смотровая площадка с видом на погранзнаки на берегу озера исключена из неё, поэтому для прохода разрешение не требуется.